# Mayflower Compact
Mayflower Compact var det första dokumentet rörande Plymouthkolonin. Det skrevs av separatister, som också kallades "helgon", vilka flydde från religiös förföljelse under kung Jakob I av England. De reste ombord på skeppet Mayflower 1620, tillsammans med äventyrare, handelsmän och tjänstefolk, vilka kallades för "främlingar".
Dokumentet undertecknades ombord på skeppet den 11 november 1620 av de flesta vuxna män (men inte av de flesta besättningsmännen och vuxna tjänare). Pilgrimerna använde sig av den julianska kalendern, även känd som gamla stilen, som då var 10 dagar efter den gregorianska kalendern.  Dokumentet undertecknades av 41 av 101 personer ombord på skeppet,, som då låg förtöjt i Provincetown Harbor vid Cape Cod.f

### Fotnoter
1. ↑  Thomas Prince, A chronological history of New England in the form of annals (1736) Chronology 73, 84–86. Internet Archive.
2. ↑  Young, Alexander (1841). Chronicles of the Pilgrim Fathers of the Colony of Plymouth from 1602 to 1625. sid. 117–124. http://books.google.com/books?id=XGQMAAAAYAAJ&pg=PA117